# L'Amour à vingt ans
Pour plus de détails, voir Fiche technique et Distribution.
L'Amour à vingt ans est un film à saynètes franco-italo-japonais, sorti en 1962.
Les différents segments du film sont réalisés par François Truffaut, Shintarō Ishihara, Marcel Ophüls, Renzo Rossellini et Andrzej Wajda. Le scénario a été écrit par Yvon Samuel et par chacun des réalisateurs des différentes saynètes, sauf pour « Varsovie », dont le scénario est écrit par Jerzy Stefan Stawiński.

## Synopsis
Le film met en scène des histoires d'amour se déroulant chacune dans un pays différent. La transition entre chaque saynète est assurée par des images d'Henri Cartier-Bresson.
La saynète française, réalisée par François Truffaut, a parfois été diffusée individuellement sans les autres segments, sous le titre d'Antoine et Colette. Son histoire, située après Les Quatre Cents Coups et avant Baisers volés, se concentre de nouveau sur le personnage d'Antoine Doinel.

## Fiche technique
- Production : Pierre Roustang

### Saynète française,«Paris»
- Réalisation et scénario : François Truffaut
- Musique originale : Georges Delerue
- Distribution :
  - Jean-Pierre Léaud : Antoine Doinel
  - Marie-France Pisier : Colette
  - Rosy Varte : la mère de Colette
  - François Darbon : le beau-père de Colette
  - Patrick Auffay : René Bigey
  - Jean-François Adam : Albert Tazzi
  - Pierre Schaeffer : lui-même
  - Catherine-Isabelle Duport : la jeune fille au concert (non crédité)

### Saynète polonaise,«Varsovie»
- Réalisation : Andrzej Wajda, assisté d'Andrzej Żuławski et Gérard Brach
- Scénario : Jerzy Stefan Stawiński
- Musique originale : Jerzy Matuszkiewicz (pl)
- Distribution :	
  - Zbigniew Cybulski : Zbyszek
  - Barbara Lass : Basia
  - Władysław Kowalski : Władek
  - Damian Damięcki (pl)
  - Jan Englert : collègue de Basia
  - Marian Opania (pl) : Misiek
  - Barbara Soltysik : collègue de Basia
  - Jolanta Wollejko : collègue de Basia

### Saynète italienne,«Rome»
- Réalisation et scénario : Renzo Rossellini
- Distribution :	
  - Eleonora Rossi Drago : Valentina
  - Cristina Gajoni : Cristina
  - Geronimo Meynier : Leonardo

### Saynète japonaise,«Tokyo»
- Réalisation et scénario : Shintarō Ishihara
- Musique originale : Tōru Takemitsu
- Distribution :
  - Koji Furuhata (ja) : Hiroshi
  - Nami Tamura : Fumiko

### Saynète allemande,«Munich»
- Réalisation et scénario : Marcel Ophüls
- Distribution :
  - Christian Doermer : Tonio
  - Barbara Frey : Ursula
  - Vera Tschechowa
  - Werner Finck

## Distinctions

### Sélection
- Berlinale 1962 : sélection officielle, en compétition